# Corrobert
Corrobert è un comune francese di 185 abitanti situato nel dipartimento della Marna, nella regione del Grand Est.

## Società

### Evoluzione demografica
Abitanti censiti